# Emmering (Tyrlaching)
Emmering (mundartlich „Emmàrin“) ist ein Gemeindeteil der Gemeinde Tyrlaching im oberbayerischen Landkreis Altötting.

## Lage
Der Weiler Emmering liegt etwa einen Kilometer südlich von Tyrlaching an der Kreisstraße AÖ 25 nach Freutsmoos.

## Geschichte
Der Name des Weilers geht auf einen altdeutschen Personennamen zurück und bezeichnet den Ort als bei den Leuten des Engilman oder Engilmar.
In Emmering befindet sich ein denkmalgeschützter Vierseithof „Beim Ziegelmaier“.